# Bean (phim)
Bean (tên khác: Bean: The Ultimate Disaster Movie hay Bean: The Movie) là một bộ phim hài năm 1997 dựa trên bộ phim truyền hình Mr. Bean. Bộ phim có sự tham gia của Rowan Atkinson trong vai chính và Peter MacNicol. Phim được đạo diễn bởi Mel Smith. Bộ phim đã sử dụng nhiều ý tưởng và kịch bản từ bộ phim truyền hình gốc. Sau đó là phần tiếp theo, vào năm 2007 là bộ phim Mr. Bean's Holiday.
Tại Việt Nam phim được Công ty Trách Nhiệm Hữu Hạn Truyền Thông Purpose mua bản quyền, lồng tiếng và phát sóng trên kênh HTV3 - DreamsTV vào ngày 24/11/2018.

## Nội dung
Ngài Bean (do Rowan Atkinson đảm nhiệm) là một nhân viên an ninh vụng về, ngốc nghếch, chuyên phá hoại tại Phòng triển lãm Quốc gia ở London. Khi ban giám đốc phòng trình bày rằng ông thường xuyên ngủ trong công việc, họ quyết định sẽ sa thải ông, thế nhưng vì chủ tịch (John Mills thủ vai) đe dọa hậu quả, họ ngay lập tức quyết định một cách hành động khác là cho ông đại diện cho họ trong suốt chuyển bức chân dung Mẹ của Whistler đến Phòng trưng bày Nghệ thuật Grierson ở Los Angeles, sau khi mua của nhà hảo tâm General Newton (Burt Reynolds thủ vai) với giá 50 triệu USD. Người phụ trách của Grierson, David Langley (do Peter MacNicol đảm nhiệm), đã gây ấn tượng với hồ sơ sai trái của "Tiến sĩ Bean", đồng ý cho ông ở nhà ông trong hai tháng, phần lớn sự thất vọng của vợ ông Alison (Pamela Reed thủ vai). Sau khi Bean gây ra náo loạn với cảnh sát tại sân bay và phá vỡ hạnh phúc gia đình của David, Alison rời khỏi nhà mẹ cô cùng với con trai Kevin (Andrew Lawrence) và con gái Jennifer (Tricia Vessey).
David nhanh chóng bắt đầu đặt câu hỏi về tình báo của Bean sau khi anh đề nghị họ đi đến một công viên giải trí và gây ra tình trạng lộn xộn trong chuyến đi, và sau đó làm hỏng bữa ăn tối với chủ nhân tại viện bảo tàng là George Grierson (Harris Yulin thủ vai). Khi David hỏi Bean, anh ta phát hiện ra rằng Bean không phải là tiến sĩ sau tất cả mọi chuyện. Những nỗi sợ hãi tồi tệ nhất của ông sớm được nhận ra khi Bean vô tình làm hỏng bức tranh ngay sau khi David đến. Sợ rằng anh ta sẽ mất công việc và có thể phải chịu án phí tổn về tội ác, David trở nên thất vọng và say sưa, mặc dù gia đình anh ta đã trở về với sự thương hại.
Để cứu vãn sự nghiệp của mình, Bean lẻn vào phòng trưng bày, cho người bảo vệ uống thuốc nhuận tràng và sau đó liền thay thế bức tranh bị hủy hoại bằng một tấm áp phích. Kế hoạch đã chứng minh sự thành công của mình vào ngày hôm sau, chinh phục tất cả mọi người. Bean gần hoảng loạn khi anh nhận ra mình phải diễn thuyết nhưng đưa ra độc thoại một cách ngẫu hứng và sâu lắng về bức tranh và đã giành được sự tán thưởng và tán dương của đám đông.
Ngay sau bài phát biểu, Bean bị tiếp cận bởi viên cảnh sát Trung úy Brutus, người mà anh đã vượt qua đường dẫn, và chỉ có David biết được sự thật về tai nạn của bức tranh vô giá này, Sau đó David liền nhận được tin Jennifer, con gái của David đã được đưa đến bệnh viện sau khi bị tai nạn xe máy trong khi đi với bạn trai của cô. Rồi đến bệnh viện, David đi cùng vợ, để Bean đi lang thang quanh khu vực tiếp tân của bệnh viện và sau đó, Bean bị nhầm với bác sĩ thực sự sau khi lấy một ống nghe đã bị bỏ và để đặt tên cho anh ta với biệt danh là "Bác sĩ Bean". Bị buộc vào phòng phẫu thuật, Bean bất ngờ thấy người đang nằm trên bàn mổ lại chính là tay viên cảnh sát, bị bắn khi đối phó với một cơn cuồng nộ sau khi trúng viên đạn và bị thương. Sau khi thoát khỏi được tay cảnh sát, Bean bị David nhầm lẫn với một bác sĩ, người cầu xin sự giúp đỡ của anh ta, Bean rối trí không biết làm thế nào, đành quay vào phòng bệnh để cứu giúp Jennifer, cô hồi sinh sau hôn mê, sau khi anh vô tình đâm vào máy khử rung tim và rơi xuống đất. Biết ơn vì cô con gái của mình đã tỉnh trở lại, David rất ngạc nhiên khi thấy vị cứu tinh của mình là Bean, người muốn ở lại với anh một tuần.
Sau khi trải qua thời gian Bean ở trú gia đình của David, Bean quay về sân bay, cảm ơn David đã dành cho thời gian Bean trú tại ngôi nhà của mình, trước khi trở về London. Một lần ở nhà, Bean ngưỡng mộ căn phòng của mình, được trang trí bằng những bức ảnh của gia đình Langley, nhìn vào bức tranh Mẹ của Whistler vốn đã bị phá hoại để trong phòng của mình rồi ngủ.

## Diễn viên
- Rowan Atkinson vai Mr. Bean
- Peter MacNicol vai David Langley
- John Mills vai Chủ tịch viện bảo tàng
- Pamela Reed vai Alison Langley, vợ của David
- Harris Yulin vai George Grierson
- Burt Reynolds vai Tướng quân Newton
- Larry Drake vai Elmer
- Sandra Oh vai Bernice Schimmel
- Danny Goldring vai Bảo vệ công ty
- Johnny Galecki vai Stingo Wheelie
- Chris Ellis vai Thám tử Butler
- Andrew Lawrence vai Kevin Langley, con trai của cặp vợ chồng Langley
- Peter Egan vai Lord Walton
- Peter Capaldi vai Gareth
- June Brown vai Delilah
- Tricia Vessey vai Jennifer Langley, con gái của cặp vợ chồng Langley
- Richard Gant vai viên cảnh sát Brutus
- Tom McGowan vai Walter Merchandise

## Doanh thu
Bộ phim thu về hơn 250 triệu đô la Mỹ trên toàn cầu với ngân sách ước tính khoảng 18 triệu đô la.